# Almost a Husband
Almost a Husband es una película cómica muda perdida estadounidense de 1919 dirigida por Clarence G. Badger  y escrita por Robert F. Hill. Está basado en la novela de 1897 Old Ebenezer, de Opie Read. Las estrellas de la película son Will Rogers, Peggy Wood, Herbert Standing, Cullen Landis, Clara Horton, y Ed Brady. La película fue estrenada el 12 de octubre de 1919, por Goldwyn Pictures.

## Premisa
Un maestro de Nueva Inglaterra se muda a una pequeña ciudad del sur y viene en ayuda de muchas personas locales, incluyendo una mujer joven quién se enfrenta a insinuaciones románticas indeseadas de otro hombre. Finge casarse con la mujer, pero su matrimonio se vuelve real.

## Reparto
- Will Rogers como Sam Lyman
- Peggy Wood como Eva McElwyn
- Herbert Standing como el Banquero McElwyn
- Cullen Landis como Jerry Wilson
- Clara Horton como Jane Sheldon
- Ed Brady como Zeb Sawyer
- Sidney De Gray como John Carruthers
- Gus Saville como Jasper Stagg
- Guinn "Big Boy" Williams (*sin acreditar)
- Mary Jane Irving (*sin acreditar)